# Liste des ambassadeurs d'Autriche en Estonie
L’ambassadeur d'Autriche en Estonie est le représentant légal le plus important d'Autriche auprès du gouvernement estonien. L'ambassade, ouvert en octobre 1997, se situe à Tallinn.

## Ambassadeurs successifs

### Ambassadeurs non résidents (1992-1997)
| Début            | Fin              | Ambassadeur       | Résidence |
| ---------------- | ---------------- | ----------------- | --------- |
| 8 janvier 1992   | 15 décembre 1994 | Manfred Ortner    | Helsinki  |
| 15 décembre 1994 | 30 octobre 1997  | Wendelin Ettmayer | Helsinki  |

### Ambassadeurs résidents (depuis 1997)
| Début            | Fin              | Ambassadeur               | Observations |
| ---------------- | ---------------- | ------------------------- | ------------ |
| 30 octobre 1997  | 28 novembre 2001 | Michael Miess             | -            |
| 4 décembre 2001  | 15 décembre 2006 | Jakub Forst-Battaglia     | -            |
| 8 février 2007   | 6 novembre 2011  | KAngelika Saupe-Berchtold | -            |
| 23 novembre 2011 | 17 août 2015     | Renate Kobler             | -            |
| 8 septembre 2015 | en cours         | Doris Danler              | -            |

## Sources